# 어 버드 스토리
《어 버드 스토리》(영어: A Bird Story)는 프리버드 게임즈가 제작한 어드벤처 게임으로, 《투 더 문》의 후속작이다. 투 더 문 후속작의 프리퀄 개념의 작품으로 한 소년과 새에 대한 이야기가 나온다 하지만 대사는 전혀 없기에 게임의 줄거리를 놓고는 의견이 분분하다

## 평가
| 평가                                          |        |
| --------------------------------------------- | ------ |
| 통합 점수 통합사 점수 메타크리틱 66/100 [ 1 ] |        |
| 통합 점수                                     |        |
| 통합사                                        | 점수   |
| 메타크리틱                                    | 66/100 |